# یواس‌اس منهتن (وای‌تی‌بی-۷۷۹)
یواس‌اس منهتن (وای‌تی‌بی-۷۷۹) (به انگلیسی: USS Manhattan (YTB-779)) یک کشتی است که طول آن ۱۰۹ فوت (۳۳ متر) می‌باشد. این کشتی در سال ۱۹۶۵ ساخته شد.